# Califat de Còrdova
El Califat de Còrdova, també conegut com a Califat omeia de Còrdova o Califat d'Occident, fou un califat proclamat per Abd al-Rahman III el 929 que posà fi a l'emirat independent instaurat per Abd-ar-Rahman I ad-Dàkhil el 756.

## Al-Àndalus elseglex
Després de la presa de Melilla el 927, a mitjans del segle x els omeies controlaven el triangle format per Algèria, Siyimasa i l'oceà Atlàntic. El poder del califat s'estenia també cap al nord, i cap a 950 el Sacre Imperi Romanogermànic intercanviava ambaixadors amb Còrdova. Alguns anys abans, Hug d'Arles sol·licitava salconduits per tal que els seus vaixells mercants pogueren navegar per la Mediterrània, donant idea, per tant, del poder marítim que ostentaven.

## Història

### La creació del Califat
Abd-ar-Rahman III considerà adient posar fi a l'Emirat de Qúrtuba i la seua autoproclamació com a califa, és a dir, com a cap polític i religiós dels musulmans i successor de Mahoma, basant-se en quatre fets: ser descendent directe del Profeta mitjançant la Dinastia omeia, haver liquidat les revoltes internes, frenar les ambicions dels nuclis cristians del nord peninsular, i la creació del Califat Fatimita a Egipte oposat als califes abbàssides de Bagdad.
La proclamació tenia un doble propòsit. Per una banda, en l'interior, els omeies volien reforçar la seua posició. Per altra, en l'exterior, amb l'objectiu de consolidar les rutes marítimes per al comerç en la Mediterrània, garantint les relacions econòmiques amb l'Imperi Romà d'Orient i assegurar el subministrament d'or. Per tal de realçar la seua dignitat i a imitació d'altres califes anteriors edificà la seua pròpia ciutat palatina: Madīnat al-Zahrā, prop de Còrdova.

### La fitna
El Califat de Còrdova és l'etapa política de la presència islàmica en la península Ibèrica de major esplendor, encara que de curta durada, ja que en la pràctica acabà en el 1009 amb la fitna o guerra civil pel tron que es desencadenà entre els àrabs, partidaris de l'últim califa legítim Hixam II, els amazics que donaven suport a Sulayman al-Mustaín, i els successors del primer ministre o hàjib, Almansor, que donaven suport al fill d'aquest, Muhàmmad II al-Mahdí.
El comte de Castella Sanç I Garcia va ajudar els amazics liderats per Sulayman al-Mustaín, va entrar a Còrdova i deposar Muhàmmad II, que va fugir a Toledo, on va seguir actuant com a califa. El 1010, va rebre el suport del general Wadih, governador d'al-Tagr al-Awsat (marca mitjana), que va anar a Tulaytula amb un exèrcit cristià de deu mil homes reclutats per Ramon Borrell, comte de Barcelona, Girona i Osona, Ermengol I d'Urgell i Hug I d'Empúries. La coalició va derrotar Sulayman en la batalla d'Aqbat al-Bakr i Muhàmmad II va recuperar Qurtuba, tot i que Sulayman al-Mustaín va contraatacar en la batalla del riu Guadiaro, on va morir Ermengol I. Finalment Muhàmmad II fou assassinat pels homes de Wàdih, que va reposar a Hixam II, i la ciutat fou saquejada perquè Hixam no pot pagar als catalans.
Per evitar que Sanç I Garcia refermés la seva aliança amb Sulayman, Wàdih li va concedir importants places fortes, que es van unir als territoris que el comtat de Castella havia pres al regne de Lleó durant la minoria d'edat d'Alfons V de Lleó. La guerra va acabar quan Sulayman al-Mustaín va fer assassinar Hixam II, el 1013. En el rerefons també hi havia els problemes amb l'excessiva pressió fiscal necessària per a finançar el cost dels esforços bèl·lics.

### Regnes de taifes

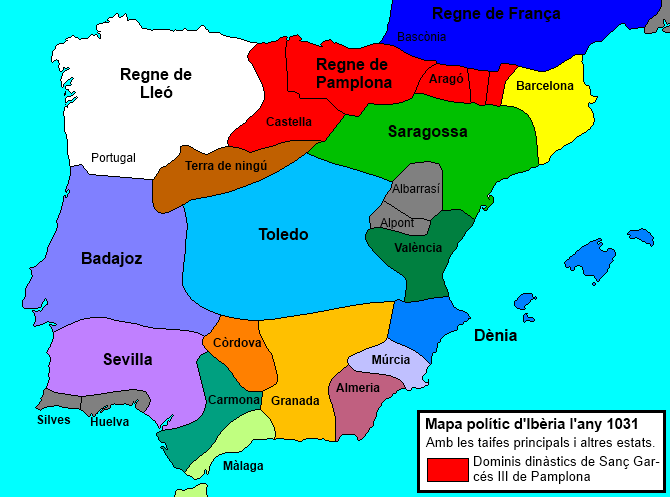
Taifes a l'any 1031

Oficialment, el califat seguí existint fins a l'any 1031, en què fou abolit donant lloc a la fragmentació de l'estat omeia en el que es denomina els Regnes de Taifes.

## Organització territorial
El Califat es va organitzar en sis grans circumscripcions, tres interiors i tres frontereres, totes amb les seves respectives cores. Les demarcacions interiors eren: Gharb al-Àndalus, que abastava l'actual província de Huelva i el sud de Portugal, Musata, les valls del Guadalquivir i del Genil, més les zones muntanyoses del sud d'Andalusia; i Xarq al-Àndalus que abastava l'arc mediterrani, des de l'actual província de Múrcia fins a Tortosa. Entre aquestes demarcacions i els regnes cristians, se situaven les tres Marques: al-Tagr al-Ala (marca superior) al voltant de Saraqusta, al-Tagr al-Awsat (marca mitja) al voltant de Tulaytula, i at-Tagr al-Adna (marca inferior) al voltant de Mèrida, que es van mantenir fins a l'aparició dels Regnes de taifes.

## Política interior
L'apogeu del califat cordovès queda de manifest per la seva capacitat de centralització fiscal, que gestionava les contribucions i rendes del país: impostos territorials, delmes, arrendaments, peatges, imposats de capitació, taxes duaneres sobre mercaderies, així com els drets percebuts en els mercats sobre joies, aparells de navilis, peces d'orfebreria, etc. Així mateix, els cortesans estaven sotmesos a contribució. Administrativament, el califat va dividir el seu territori en demarcacions administratives i militars, denominades cores, seguint a grans trets l'anterior divisió administrativa de l'Emirat.
Durant el Califat de Còrdova el nomenament funcionarial màxim era el de visir, l'accés a una alta magistratura permetia la promoció i ascens de fills i parents pròxims, el mateix que el cessament els arrossegava. El hàjib o canceller exercia totes les accions que el califa delegava en ell, dirigia les asseifes i organitzava la política administrativa de les províncies. Era el primer dels visirs i responsable de la gestió d'aquests. També va ser molt destacat el lloc de salmedina de Còrdova, amb rang de visir. La seva missió era l'aplicació de la llei en assumptes d'extrema gravetat, la regència del regne en absència del califa, la direcció per delegació de la Casa Reial, la facultat de rebre l'adhesió del poble en la Mesquita Major durant la coronació dels emirs o califes i la recaptació dels impostos extraordinaris. Subordinats seus eren el cap de policia i el Jutge de Mercat. La importància d'aquest càrrec va quedar reflectit en la pròpia evolució política d'Almansor.
L'administració de la justícia descansava en els cadis, aquests exercien les seves funcions d'acord amb l'Alcorà i la tradició ortodoxa de l'escola malikí. El primer magistrat tenia la seva residència a Còrdova i després cada província tenia el seu jutge amb plena jurisdicció. Els cadis també administraven els béns de la comunitat i dirigien l'oració en les mesquites. En el Califat de Còrdova van sorgir dues magistratures extraordinàries: comes injustitiarum i el comes redditornum, el primer era un nomenament del califa amb poders especials per a jutjar casos d'especial importància i el segon jutjava les denúncies contra els alts funcionaris.
L'opulència del califat durant aquests anys queda reflectida en les paraules del geògraf Ibn Hawqal: 
| « | L'abundància i el desfogament dominen tots els aspectes de la vida; el gaudi dels béns i els mitjans per adquirir l'opulència són comuns als grans i als petits, ja que aquests beneficis arriben fins i tot als obrers i als artesans, gràcies a les imposicions lleugeres, a la condició excel·lent del país ia la riquesa del sobirà; a més, aquest príncep no fa sentir el que és gravós de les prestacions i dels tributs. | » |

Per a realçar la seva dignitat i a imitació d'altres califes anteriors, Abderraman III va edificar la seva pròpia ciutat palatina: Medina Azahara. Aquesta etapa de la presència islàmica en la península Ibèrica de major esplendor, encara que de curta durada perquè en la pràctica va acabar en el 1009 amb la fitna o guerra civil que es va desencadenar pel tron entre els partidaris de l'últim califa legítim, Hisham II, i els successors del seu primer ministre o hàjib Almansor. No obstant això, el Califat va continuar existint oficialment fins a l'any 1031, en què va ser abolit, donant lloc a la fragmentació de l'Estat omeia en multitud de regnes coneguts com a taifes.

### Caiguda del Califat
En el segle xi, el Califat es va esfondrar i es va fragmentar en microestats, les taifes (fins a 25) que, afeblides, serien a poc a poc conquistades pels regnes cristians. L'últim territori musulmà en la península, el regne de Granada, va caure en 1492. Els últims musulmans, que vivien sota la llei cristiana, es veurien obligats a convertir-se o emigrar en el segle xvii.

## Política exterior

### Relacions amb els regnes cristians

Arbre genealògic de la família Omeia. En blau figura el califa Uthman ibn Affan, un dels 4 califes ortodoxos. En verd, els califes omeies de Damasc. En groc, els emirs omeies de Còrdova. En taronja, els califes omeies de Còrdova (nota: Abderraman III va ser emir fins a l'any 929, en què es va proclamar califa). S'inclou el parentiu dels omeies amb el profeta Mahoma, assenyalat en majúscules.

Un tercer objectiu de l'activitat bèl·lica i diplomàtica del Califat va estar orientada al Mediterrani.
Durant els primers anys del Califat, l'aliança del rei lleonès Ramir II amb Navarra i el comte Fernán González van ocasionar el desastre de l'exèrcit califal en la batalla de Simancas. Però a la mort de Ramir II, Córdoba va poder desenvolupar una política d'intervenció i arbitratge en les querelles internes de lleonesos, castellans i navarresos, enviant sovint contingents armats per a assetjar als regnes cristians. La influència del Califat sobre els regnes cristians del nord va arribar a ser tal que entre 951 i 961, els regnes de Lleó i Navarra, i els comtats de Castella i el Barcelona li rendien tribut.
Les relacions diplomàtiques van ser intenses. A Còrdova van arribar ambaixadors del comte de Barcelona Borrell, de Sanç II de Pamplona de Navarra, d'Elvira Ramírez de Lleó, de García Fernández de Castella i el comte Fernando Ansúrez entre altres. Aquestes relacions no van estar faltes d'enfrontaments bèl·lics, com el setge de Gormaz de 975, on un exèrcit de cristians es va enfrontar al general Ghàlib.

### Relacions amb el Magreb
La política cordovesa al Magreb va ser igualment intensa, particularment durant el regnat de Alhaken II. A Àfrica, els omeies es van enfrontar als fatimita, que controlaven ciutats com Tahart i Sigilmasa, punts fonamentals de les rutes comercials entre l'Àfrica subsahariana i el Mediterrani, si bé aquest enfrontament no va ser directe entre totes dues dinasties. Els omeies es van recolzar en els zenata i els idríssides i el Califat fatimí, en els zíris sinhaya.
Esdeveniments importants van ser l'ocupació de Melilla, Tànger i Ceuta, punt des del qual es podia evitar el desembarcament fatimita en la península. Després de la presa de Melilla en 927 a mitjan segle x, els Omeies van controlar el triangle format per Alger, Sigilmasa i l'oceà Atlàntic i van promoure revoltes que van arribar a posar en perill l'estabilitat de califat fatimí.
No obstant això, la situació va canviar després de l'ascens d'al-Muizz al Califat fatimita. Almeria va ser saquejada i els territoris africans sota autoritat omeia van passar a ser controlats pels fatimita, retenint els cordovesos només Tànger i Ceuta. El lliurament del govern d'Ifriqiya a Ibn Manad va provocar l'enfrontament directe que s'havia intentat evitar anteriorment, si bé Ja'far ibn Ali al-Andalusi va aconseguir detenir al zirí Ibn Manad.
En el 972 va esclatar una nova guerra en el nord d'Àfrica, provocada en aquesta ocasió per Ibn Guennun, senyor d'Asilah, que va ser vençut pel general Ghàlib. Aquesta guerra va tenir com a conseqüència l'enviament de grans quantitats de diners i tropes al Magreb i la contínua immigració de berbers a l'Al-Àndalus.

### Política al Mediterrani
El Califat va mantenir relacions amb l'Imperi Romà d'Orient de Constantí VII i emissaris cordovesos van ser presents en Constantinoble. El poder del Califat s'estenia també cap al nord, i cap al 950 el Sacre Imperi Romanogermànic intercanviava ambaixadors amb Còrdova, del que queda constància de les protestes per la pirateria musulmana practicada des de Fraxinètum i les illes orientals d'al-Àndalus. Igualment, alguns anys abans, Hug d'Arle sol·licitava salconduits perquè els seus vaixells mercants poguessin navegar pel Mediterrani, donant idea, per tant, del poder marítim que ostentava Córdoba.
A partir del 942 es van establir relacions mercantils amb la República amalfitana i en el mateix any es va rebre una ambaixada de Sardenya.

## Economia i població

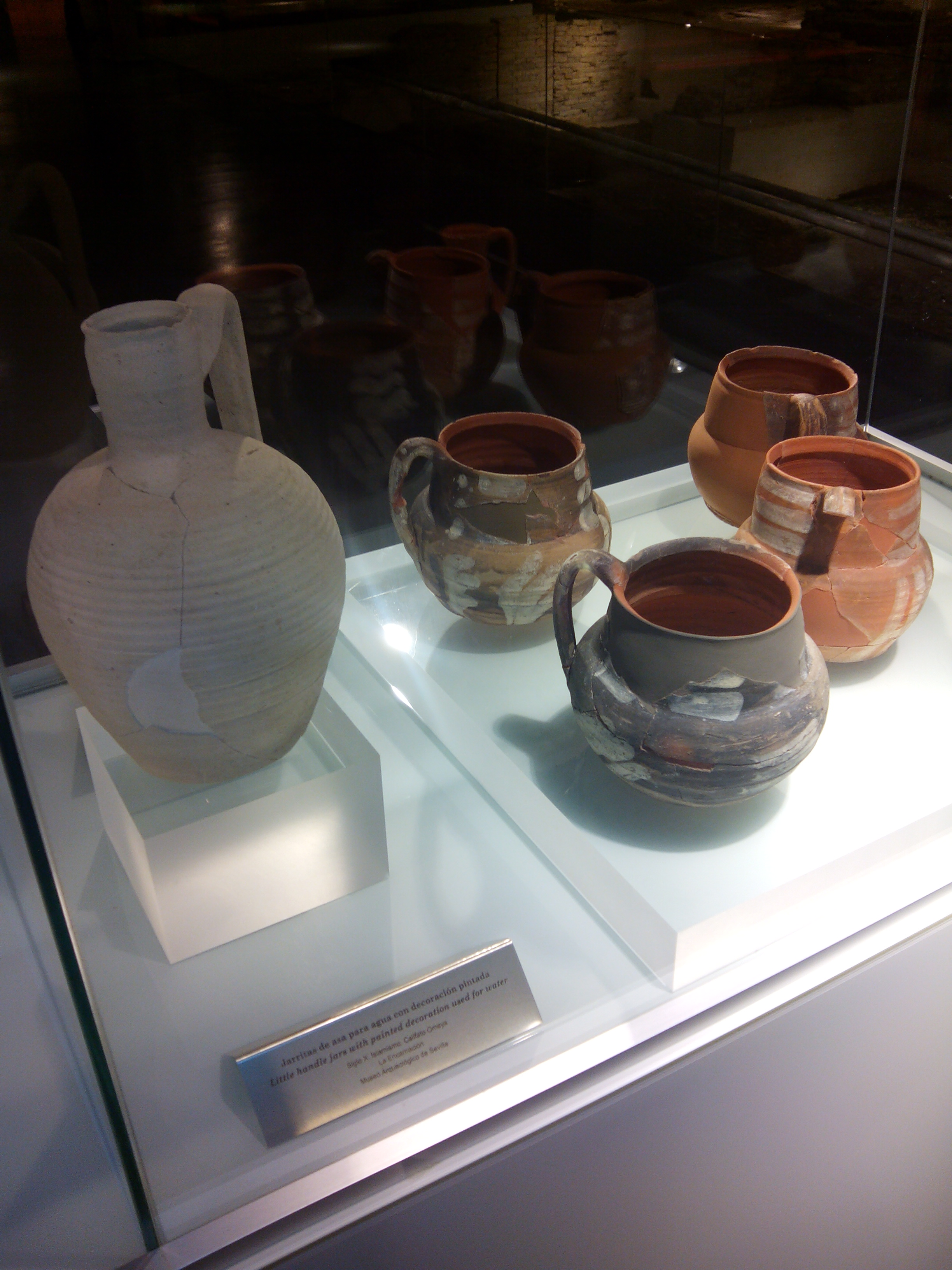
Gerres d'ansa per a aigua del d'època califal amb decoració pintada. Museu Antiquarium, Sevilla.

Pipes de haixix de ceràmica trobades en Còrdova d'època andalusina. El consum recreatiu del haixix va estar molt estès en la societat califal.

L'economia del Califat es va basar en una considerable capacitat econòmica —fonamentada en un comerç molt important—, una indústria artesana i tècniques agrícoles molt desenvolupades. Basava la seva economia en la moneda, l'encunyació de la qual va tenir un paper fonamental en la seva esplendor financera. La moneda d'or cordovesa es va convertir en la més important de l'època, que va ser probablement imitada per l'Imperi carolingi.
Al capdavant de la xarxa urbana estava la capital, Còrdova, la ciutat més important del Califat, que superava els 250.000 habitants el 935 i va depassar els 400.000 el 1000, amb el que va ser durant l'una segle x  de les majors ciutats del món i un centre financer, cultural, artístic i comercial de primer ordre. La segona ciutat d'Europa després de Constantinoble.
Les ciutats més importants que juntament amb la capital cordovesa van fomentar l'esplendor del califat van ser Toledo com a punt estratègic i cultural; Petxina o Sevilla, com els principals ports comercials d'Al-Àndalus; Saragossa, Tudela, Lleida i Calataiud, situades en l'estratègica vall de l'Ebre. Altres ciutats importants van ser Mèrida, Màlaga, Granada o València.

## Desenvolupament cultural
En el nord de la península Ibèrica els xicotets regnes cristians es convertiren en possessions feudals del Califat, a qui reconeixien superioritat i arbitratge, sofrint gravoses imposicions a canvi de la pau.
Els aspectes de desenvolupament cultural no són menys rellevants, sobretot rere l'arribada al poder del califa Al-Hakam II a qui se li atribueix la fundació d'una biblioteca que hauria assolit els 400.000 volums. Tal volta això va provocar l'assumpció de postulats de la filosofia clàssica -tant grega com llatina- per part d'intel·lectuals de l'època com foren Ibn Masarra, Abentofail, Averrois i el jueu Maimònides, encara que els pensadors destacaren, sobretot, en medicina, matemàtiques i astronomia.

## Califes de Còrdova
- 929-961: Abd-ar-Rahman III
- 961-976: al-Hàkam II
- 976-1009: Hixam II
- 1009: Muhàmmad II al-Mahdí
- 1009-1010: Sulayman al-Mustaín
- 1010-1013: Hixam II
- 1013-1016: Sulayman al-Mustaín
- 1016-1018: Alí ibn Hammud an-Nàssir
- 1018: al-Qàssim ibn Hammud al-Mamun
- 1018: Abd-ar-Rahman IV
- 1018-1021: al-Qàssim ibn Hammud
- 1021-1023: Yahya I ibn Alí
- 1023: al-Qàssim ibn Hammud
- 1023-1024: Abd-ar-Rahman V
- 1024-1025: Muhàmmad III al-Mustakfí
- 1025-1027: Yahya I ibn Alí
- 1027-1031: Hixam III